# Prunus pensylvanica
Cerisier de Pennsylvanie
Espèce
Classification phylogénétique

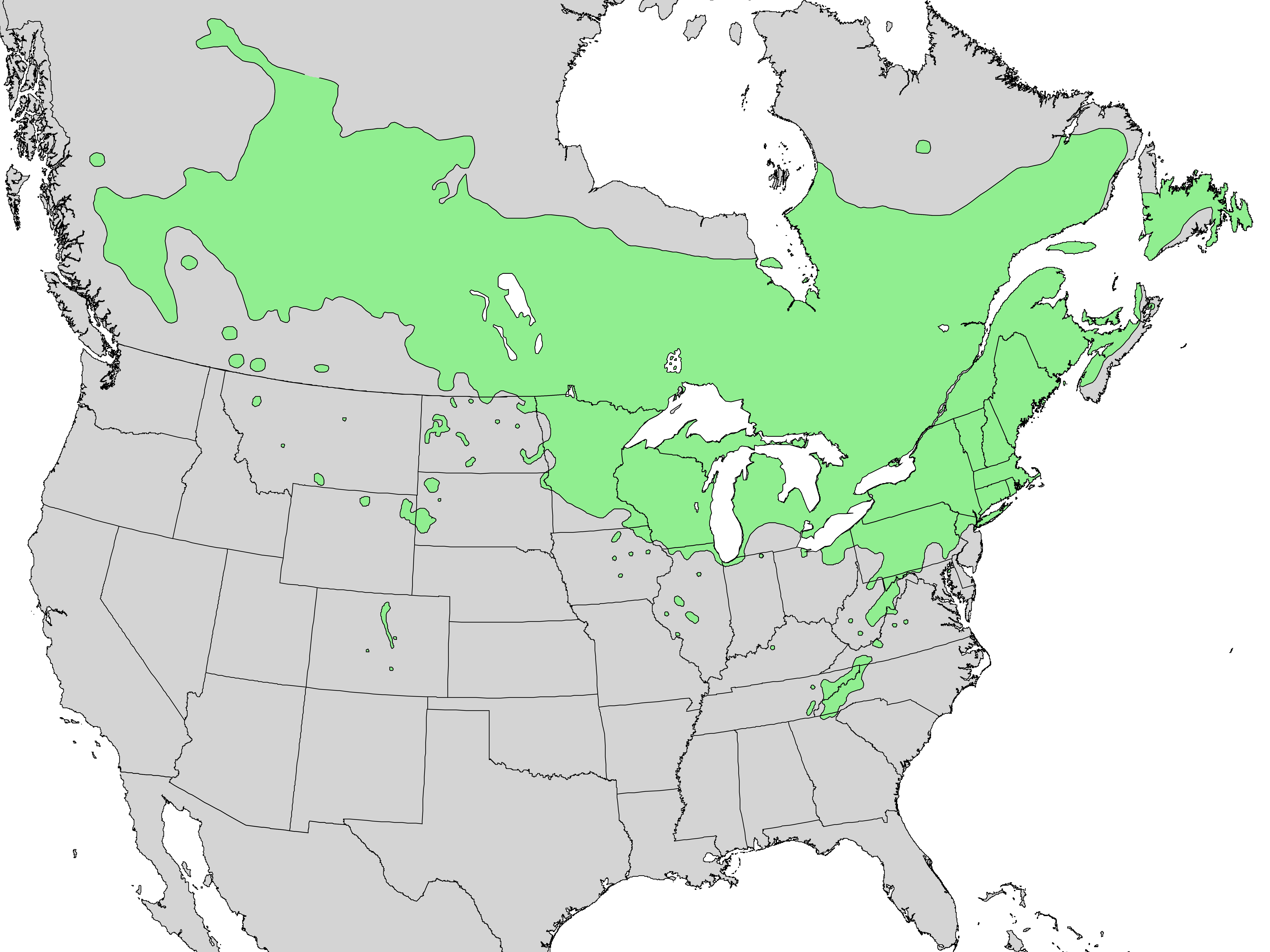
Distribution du Prunus pensylvanica en Amérique du Nord.

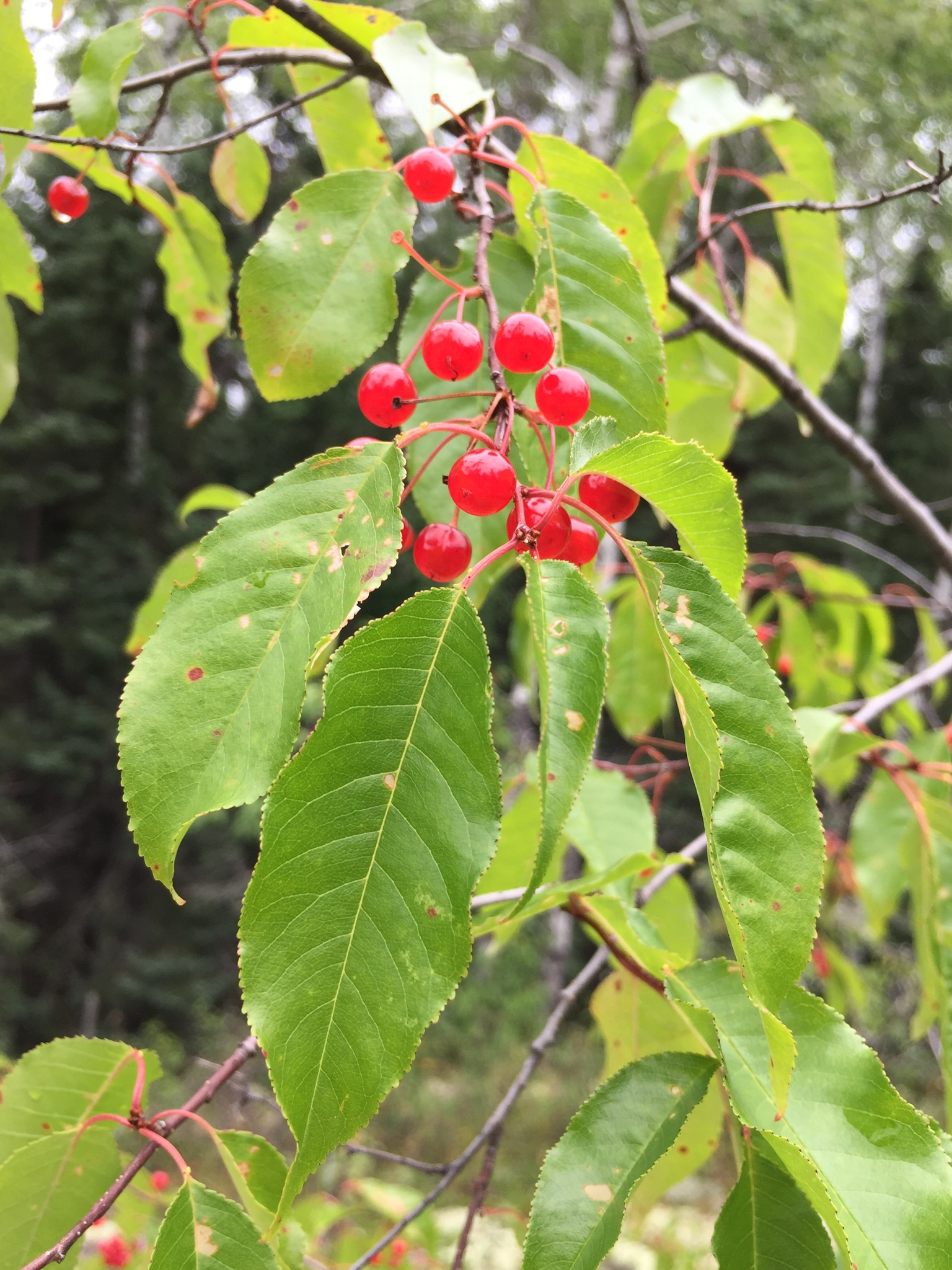
Fruit de Prunus pensylvanica.

Le cerisier de Pennsylvanie, (Prunus pensylvanica L. f.) est une espèce de plantes à fleurs de la famille des Rosaceae. C'est un arbuste ornemental, aussi connu comme le merisier, le petit merisier, le cerisier d'été ou l'arbre à petites merises au Québec, on le trouve dans toute l'Amérique du Nord : Terre-Neuve, sud du Labrador, ouest du Canada jusqu'à la Colombie-Britannique et Territoires du Nord-Ouest.
L'espèce est très commune en Nouvelle-Angleterre. Elle l'est beaucoup moins au sud de la Pennsylvanie : on ne la retrouve que dans les Appalaches, au nord de la Géorgie et à l'est du Tennessee.
Elle est sporadique dans les montagnes Rocheuses, au sud du Colorado et le sud-est des Black Hills et du Dakota du Sud.

## Description
Le système racinaire est peu profond et s'étend latéralement.
Son tronc est droit et cylindrique, de 5 à 15 mètres de haut et 10 à 51 centimètres de diamètre. Des arbres de 30 mètres sont avérés dans les Appalaches. Ses feuilles sont étroites, de 4 à 11 centimètres de long pour 1 à 4,5 centimètres de large.
Les fleurs sont regroupées par inflorescence de 5 à 7 fleurs. La corolle d'une fleur fait environ un centimètre.
Le fruit est une drupe assez petite et peu juteuse.
Un individu a une espérance de vie de 20 à 40 ans.

## Reproduction
Les fleurs sont hermaphrodites et la pollinisation est entomogame (par les insectes).
La dissémination des graines est faite par des oiseaux ou de petits mammifères. Sinon, les graines tombées au pied peuvent germer et former des haies.
Les graines au sol non germées peuvent rester viables pendant plusieurs dizaines d'années. Cette réserve de graines est un élément déterminant dans la capacité de résistance au feu qu'a cette espèce.
Une multiplication végétative est également possible.

## Utilisations

### Alimentation
L'espèce est consommée par beaucoup d'animaux. Les élans en font une recherche systématique en l'hiver, les cerfs également, en moindre mesure, durant l'hiver et le printemps suivant.
Le feuillage et l'écorce sont une source importante de nourritures, en hiver, pour le lièvre d'Amérique et le lapin d'Amérique. L'écorce est recherchée par les porcs-épics, en hiver toujours.
Le fruit est comestible et peut être employé en confiture. Son commerce n'a jamais été réellement important jusqu'à présent.

### Menuiserie
Le bois de cette espèce est peu doux, assez lumineux mais poreux. Sa valeur marchande est faible.
Il ne peut pas être utilisé en bois de charpente.